# گورک ۲
گورک ۲ یک روستا در ایران است که در بخش کوهساران شهرستان راور استان کرمان واقع شده‌است. گورک ۲ ۳۱۱ نفر جمعیت دارد.

## جمعیت
این روستا در دهستان حرجند قرار دارد و براساس سرشماری مرکز آمار ایران در سال ۱۳۸۵، جمعیت آن ۳۱۱ نفر (۷۹ خانوار) بوده‌است.